# Manuel Almagro
Manuel Almagro y Vega, né à Matanzas le 8 septembre 1834 et mort à La Havane le 23 octobre 1895, est un médecin et anthropologue espagnol. 

## Biographie
Pendant ses études à Paris à La Sorbonne et ensuite, Almagro travaille dans diverses institutions médicales parisiennes et entre en contact avec la Société d'Anthropologie de Paris. Cela motive le choix de la commission scientifique du Pacifique de le prendre comme membre de l'expédition qu'elle effectue en Amérique du Sud de 1862 à 1866, l'une des plus importantes du règne d'Isabelle II. À son retour à Madrid, il entre dans le corps de santé militaire.
C'est l'un des premiers anthropologues à travailler de manière professionnelle sur les peuples indigènes américains. Grâce à ses recherches, la commission scientifique du Pacifique récolte des restes anatomiques et objets archéologiques et ethnographiques de ces peuples. Ses collections se trouvent aujourd'hui à Madrid au musée national d'anthropologie et au musée de l'Amérique.

## Source de la traduction
- (es) Cet article est partiellement ou en totalité issu de l’article de Wikipédia en espagnol intitulé « Manuel Almagro (antropólogo) » (voir la liste des auteurs).